# MÁV-Baureihe M63
Die MÁV-Baureihe M63 war eine 1970 entwickelte und bis 1975 in zehn Exemplaren an die Magyar Államvasutak (MÁV) ausgelieferte sechsachsige Diesellokomotive, die für den schweren Schnell- und Personenzugdienst gedacht war. Die Lokomotiven waren bis Anfang der 1990er Jahre im Einsatz und wurden danach ausgemustert. Die M63 003 ist im Bahnpark Budapest erhalten geblieben.

## Geschichte
Die Lokomotive erschien zur gleichen Zeit wie die DR-Baureihe V 300. Da die MÁV von dieser Reihe keine Fahrzeuge beschafften, ist die Reihe M63 ebenso wie die ČSD-Baureihe T 499.0 als nationale Eigenentwicklung von Ganz-MÁVAG entgegen den Richtlinien des Rates für gegenseitige Wirtschaftshilfe anzusehen.
Die Lokomotiven wurden mit elektrischer Zugheizung ausgestattet, sodass ihr Einsatz im Personenzugdienst möglich war. Ursprünglich waren sie für Güter- und Personenzüge auf Hauptbahnen gedacht; es wird erwähnt, dass sie anfangs sehr oft vor hochwertigen Fernschnellzügen eingesetzt waren. 1970 wurden zwei Prototypen geliefert, 1975 begann der Serienbau mit der M63 003. Die erhaltene M63 003 wurde 1975 von Ganz mit der Fabriknummer 1764 gebaut, die Indienststellung erfolgte am 28. August 1975. Ausgemustert wurde sie am 13. Dezember 1990. Stationiert war sie in Budapest-Ferencváros und später in Szombathely, dort wurde eine Rekonstruktion vollzogen. Etwas länger waren die beiden Prototypen M63 001 und M63 002 im Betrieb, sie wurden erst 1991 ausgemustert.

## Technische Beschreibung
Die vom Design her ansprechende Lokomotive besitzt zwei Endführerstände und dazwischen den Maschinenraum. Wie alle damals modernen Diesellokomotiven hat die M63 einen vom Führerstand abgetrennten Einstiegsraum, um mehr Schallschutz für den Lokomotivführer zu erreichen. Im Maschinenraum waren Kühleranlage, Dieselmotor und elektrische Ausrüstung voneinander getrennt aufgestellt.
Als Kraftmaschine diente ein Achtzehnzylinder-Viertakt-Dieselmotor mit 2.700 PS Leistung, der von Ganz in Lizenz von der SEMT Pielstick produziert wurde. Die Zylinder besaßen eine Bohrung von 185 Millimeter und einen Hub von 210 Millimeter. Der Motor wurde mit Abgasturbolader betrieben und mit Druckluft angelassen. Die Leistungsübertragung war dieselelektrisch in Mischstromtechnik, an den Dieselmotor war eine Drehstrom-Asynchronmaschine als Hauptgenerator angeflanscht, von der über Gleichrichter die Gleichstromfahrmotoren Strom erhielten. Dabei waren die Motoren im Drehgestell parallelgeschalte Gleichstrom-Reihenschlußmotoren. Die Steuerung der Motoren erfolgte über die steuerbaren Gleichrichter über eine Brückenschaltung. Im Hauptgenerator waren noch ein Hilfsgenerator und der Generator für die Zugheizung auf einem Läufer angeordnet. Zwei Lokomotiven konnten über die Vielfachsteuerung von einem Führerstand aus gesteuert werden.